# Rhodocolea
Rhodocolea, biljni rod iz porodice katalpovki smješten u tribus Coleeae. Sastoji se od 15 opisanih vrsta drveća i grmova sa Madagaskara, plus još pet neopisanih. Tipična je Rhodocolea nobilis; sinonim za R. involucrata (Bojer ex DC.) H.Perrier.

## Opis
Opisan je u  Bulletin Mensuel de la Société Linnéenne de Paris 1: 693. 1887.. Rod Rhodocolea Baill. može se lako razlikovati od ostalih članova Coleeae na Madagaskaru (Colea Bojer ex Meisn, Ophiocolea H.Perrier, Phyllarthron DC i Phylloctenium Baill.) svojim nasuprotnim složenim listovima, dvoslojnim prašnicima i glatkim duguljastim mesnatim indehiscentnim (oni koji se ne otvaraju kako bi oslobodili sjemenke kada sazriju) plodovima.

## Vrste
1. Rhodocolea boivinii (Baill.) H.Perrier
2. Rhodocolea compressa (Lam.) Phillipson & Callm.
3. Rhodocolea humbertii Callm. & Phillipson
4. Rhodocolea humblotiana (Baill.) Phillipson & Callm.
5. Rhodocolea involucrata (Bojer ex DC.) H.Perrier
6. Rhodocolea lemuriphila Zjhra
7. Rhodocolea linearis H.Perrier
8. Rhodocolea magnifica Callm. & Phillipson
9. Rhodocolea multiflora Zjhra
10. Rhodocolea parviflora (Baker) Phillipson & Callm.
11. Rhodocolea parvifoliolata Callm. & Phillipson
12. Rhodocolea perrieri Capuron
13. Rhodocolea racemosa (Lam.) H.Perrier
14. Rhodocolea ranirisonii Callm., Phillipson & L.Gaut.
15. Rhodocolea telfairiae (Bojer ex Hook.) H.Perrier